# گیلبرتو دا سیلوا میلو
گیلبرتو دا سلیوا میلو (به پرتغالی: Gilberto da Silva Melo) هافبک اهل برزیل است که در شهر ریودو ژانیرو و در تاریخ ۲۵ آوریل ۱۹۷۶ به دنیا آمده‌است.
گیلبرتو دا سلیوا میلو در تیم‌های فوتبال América (RJ) ،فلامینگو،کروزیرو،اینتر میلان، واسکو دوگاما و گرمیو سابقهٔ حضور دارد. این بازیکن همچنین در سال، 2003 – 2010 برای، تیم ملی فوتبال برزیل به میدان رفته‌است 